# Калузо
Калузо (итал. Caluso) — коммуна в Италии, располагается в регионе Пьемонт, в провинции Турин.
Население составляет 7535 человек (2008 г.), плотность населения составляет 191 чел./км². Занимает площадь 40 км². Почтовый индекс — 10014. Телефонный код — 011.
Покровителями коммуны почитаются святой Калоджер из Брешии, празднование во второе воскресенье октября, и святой Андрей.

## Демография
Динамика населения:

## Города-побратимы
- Бриссак-Кенсе, Франция

## Администрация коммуны
- Официальный сайт: http://www.comune.caluso.to.it/